# Xã Lees, Quận Logan, Kansas
Xã Lees (tiếng Anh: Lees Township) là một xã thuộc quận Logan, tiểu bang Kansas, Hoa Kỳ. Năm 2010, dân số của xã này là 5 người.